# Schinkelbrug
De Schinkelbrug (brug nr. 176P) is een verkeersbrug over de rivier de Schinkel in Amsterdam. De brug verbindt Amsterdam-West en Amsterdam-Zuid met elkaar. Totaal liggen er vijf bruggen naast elkaar.
De Schinkelbrug is onderdeel van de Ringweg om Amsterdam en werd geopend in 1972. De brug telt op de buitenring vier rijstroken + spitsstrook en op de binnenring vijf rijstroken.
Tussen de beide verkeersbruggen liggen nog drie bruggen voor metro- en spoorverkeer. De eerste spoorbrug kwam in gebruik in 1978 met de opening van de eerste fase van de Schiphollijn (verbinding Amsterdam Zuid – Schiphol). De metrobrug kwam in gebruik in 1997 met de opening van de Ringlijn 50. De tweede spoorbrug werd in 2015 in gebruik genomen als onderdeel van de verdubbeling van de Schiphollijn.
In de bruggen liggen vijf beweegbare brugkleppen. De bruggen worden alleen 's nachts geopend voor scheepvaartverkeer en dan met name voor zeilschepen als deel van de Staande Mastroute. Ten noorden van de brug ligt de Nieuwe Meersluis.